# Хищная принцесса Егрина
Хищная принцесса Егрина (кор. 육식공주 예그리나) — манхва, созданная Ха Ильгвоном совместно с художницей Ким Чимин. Издавалась в журнале Booking. Впоследствии работа была опубликована в пяти томах издательством Haksan Publishing. На русском языке лицензирована компанией «Истари комикс».

## Сюжет
Повествование берёт своё начало в Царстве зверей, представители которого крайне возмущены поведением людей. В качестве наказания Совет по главе с Псом, царём зверей, принимает решение начать операцию по превращению всего рода человеческого в животных. Ответственной за исполнение данного плана назначают Егрину, дочь царя.
Вместе со своим помощником Шрубом принцесса отправляется в мир людей и первым делом попадает в дом Чхве Сикнама, эгоистичного и бесцеремонного юноши, все мысли которого заняты только учёбой. Настроенная поначалу решительно Егрина постепенно узнаёт человеческую сущность лучше и осознаёт, что не все люди бессердечны и жестоки, а потому в операцию необходимо срочно внести поправки.

## Персонажи
- Егрина — принцесса-собака из Царства зверей. Направлена Советом для осуществления операции «Озверение». Несмотря на первоначальный настрой, интересуется укладом жизни людей и всерьёз задумывается над тем, так ли плохи они на самом деле. Воспринимает все слова буквально, из-за чего у неё часто возникают стычки с Сикнамом. В животном обличье принимает форму добермана.
- Чхве Сикнам— 18-летний школьник, всю свою жизнь посвятившей учёбе. Отказывается общаться со сверстниками, считая, что нет ничего лучше решения сложных примеров и работы ума в целом. Так как портал из Царства зверей находится рядом с его домом, первым столкнулся с Егриной. Крайне недоволен вторжением принцессы и Шруба в свою размеренную жизнь, а потому всячески пытается спровадить их. Тем не менее, в глубине души является чутким человеком, который готов прийти на помощь в трудную минуту. Чувствует себя виноватым за то, что его младшая сестра стала инвалидом.
- Чхве Ёнхи — младшая сестра Сикнама. Очень добрая и отзывчивая 16-летняя девушка, беспокоящаяся за окружающих, в первую очередь за своего брата. Именно её поведение натолкнуло Егрину на мысль о том, что есть и хорошие люди. В 4-м классе спасла Сикнама от машины, однако сама попала под колёса, поэтому с тех пор передвигается исключительно в инвалидной коляске. Считает Егрину и Шруба друзьями брата, поэтому очень рада, что они изменили его жизнь.
- Шруб — страж Егрины. Звериное воплощение — лысый орёл. Добродушен, бесконечно предан принцессе, готов защищать её любой ценой. Обладает недюжинной силой, однако не отличается смекалкой, из-за чего периодически становится объектом насмешек.
- Каон— второй агент, посланный Царством зверей в мир людей вслед за Егриной. Имеет кошачье обличие, характерной чертой является наличие нескольких хвостов, число которых соответствует количеству оставшихся жизней. Является представителем клана, изгнанного из Совета.

## Вышедшие тома
| # | Дата выхода в Корее  | Дата выхода в России | ISBN                                         |
| - | -------------------- | -------------------- | -------------------------------------------- |
| 1 | 5 октября 2010 года  | 30 июля 2015 года    | ISBN 978-892-5857-954 ISBN 978-5-904676-49-0 |
| 2 | 15 марта 2011 года   | 30 июля 2015 года    | ISBN 978-892-5866-444 ISBN 978-5-904676-50-6 |
| 3 | 15 июня 2011 года    |                      | ISBN 978-892-5870-809                        |
| 4 | 30 декабря 2011 года |                      | ISBN 978-892-5879-826                        |
| 5 | 15 июля 2012 года    |                      | ISBN 978-892-5891-569                        |

## Выпуск манхвы

### В Южной Корее
Изначально работа публиковалась в журнале Booking. 5 октября 2010 года издательство Haksan Culture Company выпустило первый том. Заключительный том вышел 15 июля 2012 года.

### В других странах
Манхва издаётся во Франции издательством Samji Editions.

### В России
Права на публикацию приобретены издательством «Истари Комикс». К настоящему моменту выпущено два тома.